# لین (کانزاس)
لین (به انگلیسی: Linn) یک شهر در ایالات متحده آمریکا است که در شهرستان واشینگتن، کانزاس واقع شده‌است. لین ۰٫۸۸ کیلومتر مربع مساحت و ۴۱۰ نفر جمعیت دارد و ۴۴۵ متر بالاتر از سطح دریا واقع شده‌است.